# Галлат эпигаллокатехина
Галлат эпигаллокатехина (epigallocatechin-3-gallate, EGCG) — это тип катехина, содержащийся в больших количествах в чае. Формула соединения — C22H18O11. Молекулярная масса — 458,372 г/моль.
В настоящее время исследуется действие галлата эпигаллокатехина при онкологических заболеваниях, рассеянном склерозе, ВИЧ-инфекции, на деятельность головного мозга, состояние кожи и т. д.

## Пищевые источники
Он содержится в большом количестве в сушеных листьях зеленого чая (7380 мг на 100 г), белого чая (4245 мг на 100 г) и в меньших количествах в черном чае (936 мг на 100 г).

## Противораковые свойства соединения

### EGCG и рак груди
Одна работа по канцерогенезу отмечает способность зеленого чая в комбинации с тамоксифеном подавлять развитие рака груди у человека (in vitro) и у мышей (in vivo).

### EGCG и рак кожи
Галлат эпигаллокатехина возможно помогает защитить кожу от вредного воздействия ультрафиолетового излучения и предотвратить образование опухолей. Кроме того, он может бороться с проявлениями старения кожи.

### Результаты оспариваются
Испытания, проведённые Food and Drug Administration США, позволили ей оспорить утверждение о том, что потребление зеленого чая уменьшает риск рака груди и рака простаты.

## EGCG и головной мозг

### Снижение риска расстройств памяти и внимания
Исследование показало, что у пожилых японцев, которые пили более 2 чашек зелёного чая в день, риск расстройств памяти и внимания был на 50 % ниже, чем у тех, которые пили менее 2 чашек или другие исследуемые напитки.

## Гепатотоксичность
Согласно исследованиям, терапевтически значимое количество EGCG содержится примерно в 10—16 чашках зелёного чая в сутки, а такое количество физически сложно выпить за один раз; кроме того могут возникать побочные эффекты в виде тошноты и изжоги. Фиксируемые клинически эффекты  появляются при употреблении 800—850 мг экстракта зелёного чая в сутки, однако при таком количестве EGCG обладает гепатотоксическим эффектом.